# Paul McCartney-diszkográfia
Ez a lap Paul McCartney brit énekes, dalszerző zenei kiadványainak diszkográfiája. A zenész eddig 17 stúdióalbumot, 8 koncertalbumot, 77 kislemezt és 3 válogatásalbumot jelentetett meg.

## Szóló

### Stúdió albumok
1. McCartney – 1970. április 17.
2. Ram – 1971. május 21.
3. McCartney II – 1980. május 16.
4. Tug of War – 1982. április 26.
5. Pipes of Peace – 1983. október 17.
6. Press to Play – 1986. szeptember 13.
7. Снова В СССР - 1988. október 31.
8. Flowers in the Dirt – 1989. június 5.
9. Off the Ground – 1993. február 2.
10. Flaming Pie – 1997. május 5.
11. Run Devil Run – 1999. október 4.
12. Driving Rain – 2001. november 12.
13. Chaos and Creation in the Backyard – 2005. szeptember 12.
14. Memory Almost Full – 2007. június 4.
15. Kisses on the Bottom – 2012. február 6.
16. New – 2013. október 14.
17. Egypt Station – 2018. szeptember 7.
18. McCartney III - 2020. december 20.

### Koncert albumok
1. Tripping the Live Fantastic – 1990. november 5.
2. Tripping the Live Fantastic: Highlights! – 1990. november 19.
3. Unplugged (The Official Bootleg) – 1991. június 1.
4. Paul is Live – 1993. november 15.
5. Back in the U.S. – 2002. november 22.
6. Back in the World – 2003. március 17.
7. Good Evening New York City – 2009. november 17.
8. Live in Los Angeles – 2010. január 17.

### Válogatások
1. All The Best! - 1987. november 2.
2. Pure McCartney - 2016. június 10.

### Komolyzenei albumok
1. Paul McCartney's Liverpool Oratorio  - 1991. október 7.
2. Standing Stone - 1997. szeptember 29.
3. Working Classical - 1999. november 1.
4. Ecce Cor Meum - 2006. szeptember 25
5. Ocean's Kingdom - 2011. október 3.

### Mint Percy "Thrills" Thrillington
Thrillington - 1977. április 29.

### Filmzene
1. The Family Way – 1967. január 6.
2. Live and Let Die – 1973.
3. Spies Like Us – 1985. november 18.

## Wings

### Stúdióalbumok
1. Wild Life – 1971. december 7.
2. Red Rose Speedway – 1973. május 4.
3. Band on the Run – 1973. december 7.
4. Venus and Mars – 1975. május 30.
5. Wings at the Speed of Sound – 1976. április 9.
6. London Town – 1978. március 31.
7. Back to the Egg – 1979. június 8.

### Koncert albumok
- Wings Over America – 1976. december 10.

### Válogatások
1. Wings Greatest - 1978. november 22.
2. Wingspan: Hits and History - 2001. május 7.